# Paranthaclisis hageni
Paranthaclisis hageni är en insektsart som först beskrevs av Banks 1899.  Paranthaclisis hageni ingår i släktet Paranthaclisis och familjen myrlejonsländor. Inga underarter finns listade i Catalogue of Life.